# Bladel (commune)
Bladel est une commune des Pays-Bas de la province du Brabant-Septentrional.

## Galerie

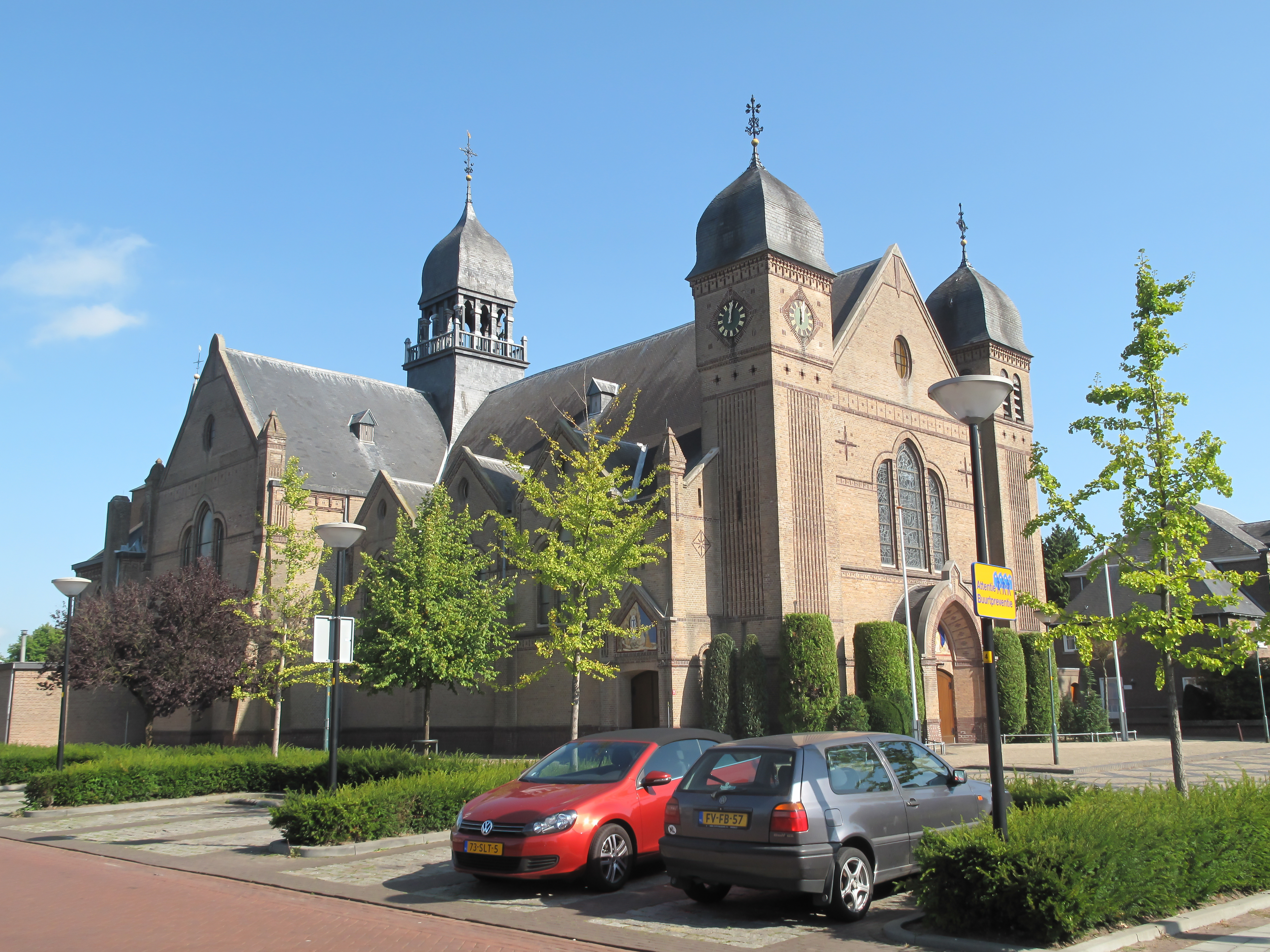
Bladel, église: de Sint Petrus Bandenkerk
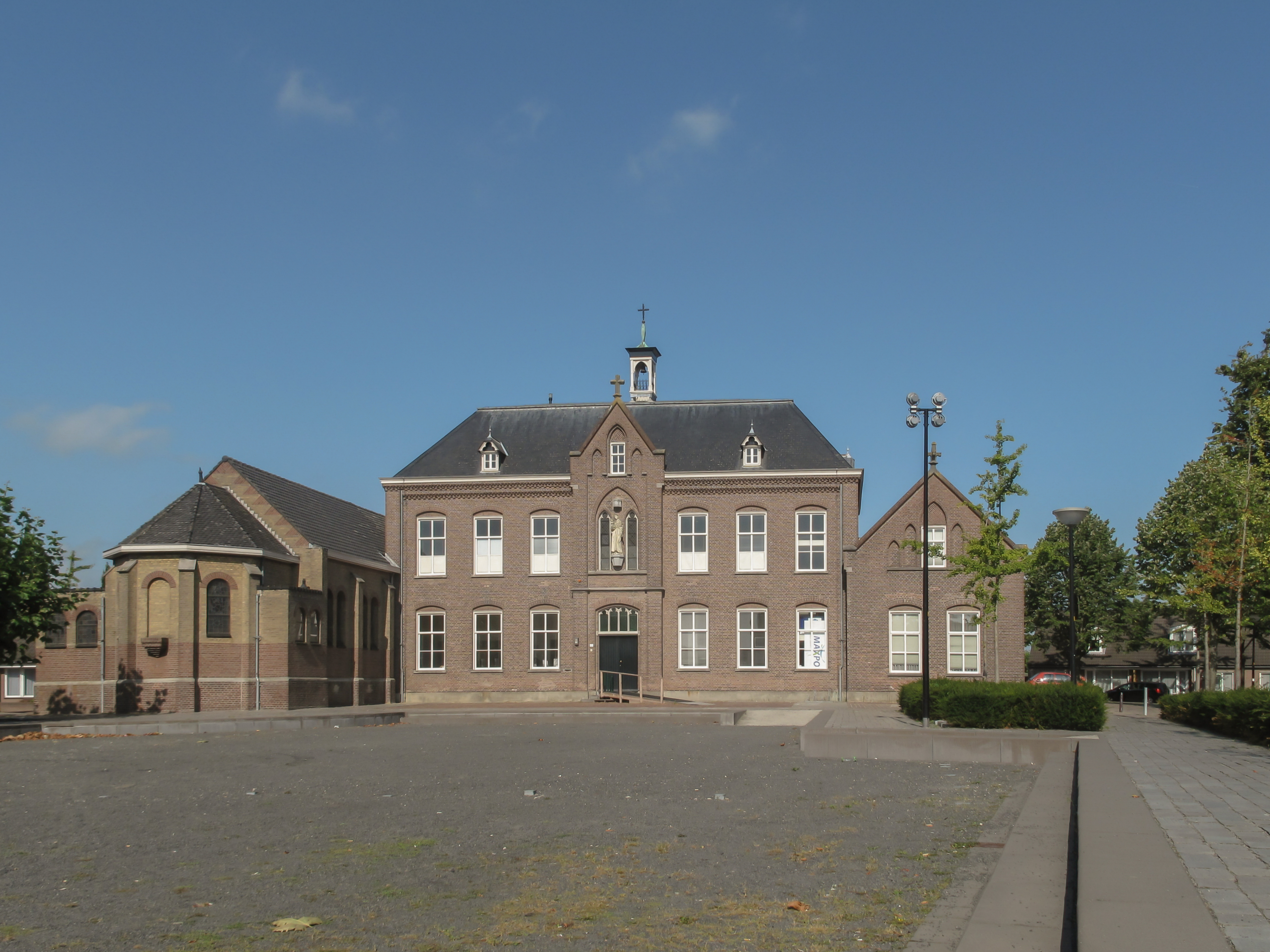
Bladel, bâtiment chez cimetière
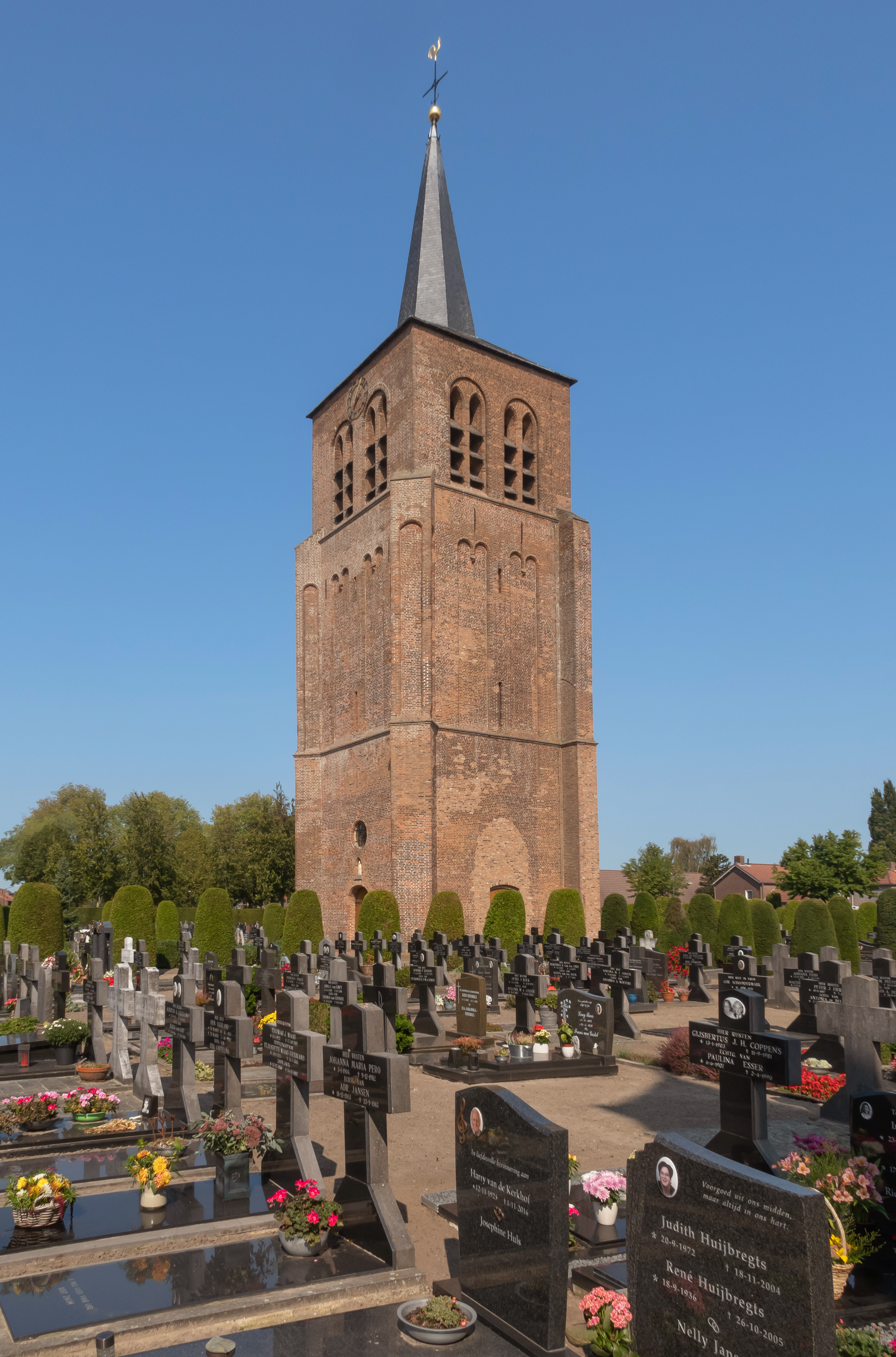
Bladel, tour chez cimetière

## Constitution de la commune
L'actuelle commune de Bladel a été créée le 1er janvier 1997 par la fusion des communes de Bladel en Netersel et Hoogeloon, Hapert en Casteren.

## Localités
- Bladel, Casteren, Dalem, Hapert, Hoogeloon et Netersel.

## Communes limitrophes
- Reusel-De Mierden - Hilvarenbeek - Oirschot - Eersel